# Agunnaryd
Agunnaryd (uttalas [agu´nnaryd]) är en småort (före 2023 tätort)  i Ljungby kommun i Kronobergs län och kyrkby i Agunnaryds socken med Agunnaryds kyrka. A:et i företagsnamnet Ikea står för Agunnaryd. 

## Historia
Namnet Agunnaryd är känt från 1330–1334 som Agundaryd. Det har in i sen tid lokalt uttalats águnatt, men idag är normaluttalet agúnnaryd. Namnet har troligen bildats till ett äldre namn på nuvarande Agunnarydsjön, vars fornsvenska namn bör ha varit *Agunde, innehållande en form av det fornsvenska adjektivet avughe. Dialektordet agg betyder bakvänd eller baklänges och det fornsvenska substantivet unde betyder sjö. Sjönamnet skulle därmed betyda "den motsträviga sjön". Ortnamnets efterled är ryd (=röjning). "Agunnaryd" betyder alltså "röjningen vid den motsträviga sjön".

### Administrativ historik
Före 2015 och från 2018 till 2023 avgränsade SCB här en tätort. 2015 förlorade Agunnaryd sin status som tätort på grund av folkmängden minskat till under 200 personer som även skedde 2023. Istället avgränsades där en småort.

### Befolkningsutveckling
| Befolkningsutvecklingen i Agunnaryd 1990–2020       | Befolkningsutvecklingen i Agunnaryd 1990–2020 | Befolkningsutvecklingen i Agunnaryd 1990–2020 | Befolkningsutvecklingen i Agunnaryd 1990–2020 | Befolkningsutvecklingen i Agunnaryd 1990–2020 |
| --------------------------------------------------- | --------------------------------------------- | --------------------------------------------- | --------------------------------------------- | --------------------------------------------- |
|                                                     |                                               |                                               |                                               |                                               |
| År                                                  |                                               |                                               | Folkmängd                                     | Areal (ha)                                    |
| 1990                                                | 1990                                          |                                               | 204                                           | 24#                                           |
| 1995                                                | 1995                                          |                                               | 212                                           | 41                                            |
| 2000                                                | 2000                                          |                                               | 215                                           | 41                                            |
| 2005                                                | 2005                                          |                                               | 215                                           | 41                                            |
| 2010                                                | 2010                                          |                                               | 220                                           | 40                                            |
| 2015                                                | 2015                                          |                                               | 192                                           | 48#                                           |
| 2020                                                | 2020                                          |                                               | 230                                           | 59                                            |
| Anm.: Ny tätort 1995, ej tätort 2015. # Som småort. |                                               |                                               |                                               |                                               |

## Samhället
Bebyggelsen i Agunnaryds tätort, byn Bråna, är samlad väster om genomfartsvägen och består framför allt av trävillor i varierande åldrar. Det finns cirka 60 villor och 40 hyres- och bostadsrätter.
I Agunnaryd finns Agunnaryds kyrka, lanthandel (Agunnaryds Lanthandel), skola 1-6 samt förskola.
2010 utsågs Agunnaryd sockenråd till "årets lokala utvecklingsgrupp" av Riksorganisationen Hela Sverige ska leva. Utmärkelsen fick sockenrådet för sitt sätt att aktivt arbeta för bibehållen service på landsbygden.

## Näringsliv
Arbetspendling är vanlig till Ljungby, men även till Liatorp och Älmhult.  I Agunnaryd finns bland annat snickeri- och byggföretag. 
Agunnaryd var ett av de områden som i januari 2005 blev värst drabbat av Orkanen Gudrun.

### Ikea
Agunnaryds mest bekanta företag är möbelföretaget Ikea. Företaget har sitt ursprung i Agunnaryd, grundat 1943 av Ingvar Kamprad på gården Älmtaryd, tidigare stavat med E, och 1953 flyttat till Älmhult, där det sedan växte sig stort — under tiden i Agunnaryd var det endast en mindre postorderfirma. Firmanamnet är bildat av Kamprads namn- och adress-initialer.